# Buchenavia guianensis
Buchenavia guianensis là một loài thực vật có hoa trong họ Trâm bầu. Loài này được (Aubl.) Alwan & Stace mô tả khoa học đầu tiên năm 1985.